# Jacob Elema

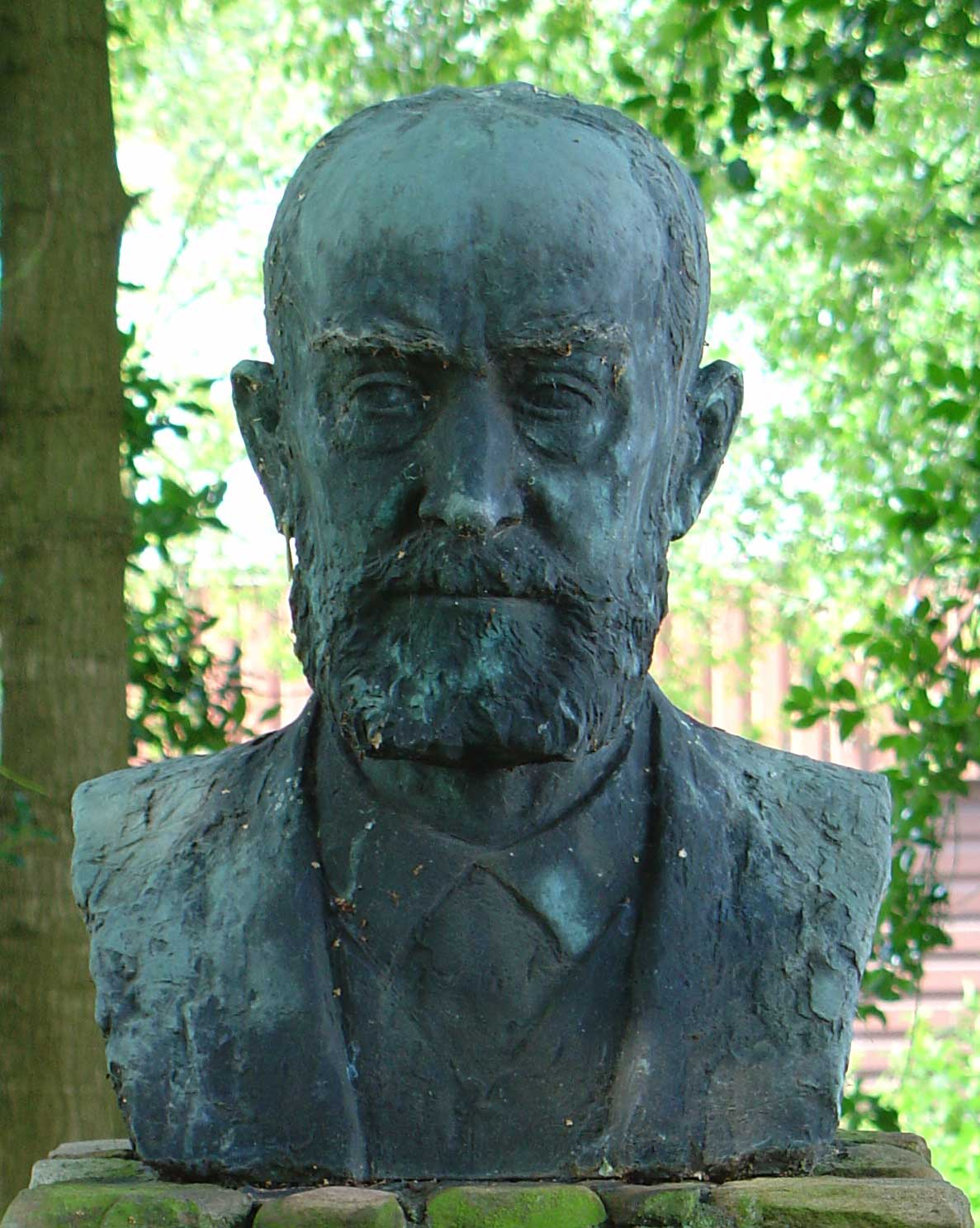
Buste van Jacob Elema door Lambertus Sondaar bij Marwijksoord (1958)

Jacob Elema (Toornwerd, 4 juni 1872 - Assen,  16 februari 1950) was een Nederlandse hoogleraar aan de Hogere Landbouwschool te Wageningen.

## Leven en werk
Elema was een zoon van de landbouwers Jan Oost Elema en Antje Huizenga. Hij werd geboren in Toornwerd in de toenmalige gemeente Middelstum in de provincie Groningen. Elema hield zich vooral in de provincie Drenthe bezig met landbouwvoorlichting. Tijdens zijn werkzame leven gaf hij 744 lezingen voor een gehoor van meer dan 45.000 boeren. Als landbouwconsulent  stimuleerde hij de oprichting van landbouwverenigingen en boerenleenbanken. Hij maakte de boeren in het gebied vertrouwd met de nieuwe vomen van kunstmest. Zijn specialiteit als bijzonder hoogleraar te Wageningen was dan ook grondverbetering. De ziekte die ontstaat door magnesiumtekorten in de grond (een ontginningsziekte) werd door Elema de Hooghalense ziekte genoemd.
Elema trouwde op 26 mei 1899 te Middelstum met de uit Westerwijtwerd afkomstige Agatha Perdok, dochter van de landbouwer Bene Perdok en Martje Zandt. Hij overleed in februari 1950 op 77-jarige leeftijd te Assen.
Elema was Officier in de Orde van Oranje-Nassau. Zijn standbeeld is te vinden in Marwijksoord, bij de ontginningsboerderij Kooijenburg. Dit gebied van uitgestrekte heidevelden tussen Rolde en Grolloo werd in het begin van de 20e eeuw ontgonnen.